# Кот (Лендава)
Кот (словен. Kot, мађ. Kót) је насељено место у општини Лендава, Помурска регија, Словенија.

## Историја
До територијалне реорганизације у Словенији био је у саставу старе општине Лендава.

## Становништво
У попису становништва из 2011. године, Кот је имао 117 становника.
| Број становника према пописима | Број становника према пописима | Број становника према пописима |
| ------------------------------ | ------------------------------ | ------------------------------ |
| 1991                           | 2002                           | 2011                           |
| 135                            | 136                            | 117                            |